# Dawid Hochberg
Dawid Hochberg (* 19. Juli 1925 in Warschau; † 27. April 1943 ebenda) war ein polnischer Widerstandskämpfer des Allgemeinen Jüdischen Arbeiterbunds („Bund“) im Warschauer Ghetto.
Dawid Hochberg war aktiv in den sozialistischen Jugendorganisationen „Sozialistischer Kinder Farband“ (SKIF) und „Tsukunft“. Seine Mutter wollte ihm verbieten, sich am bewaffneten Aufstand zu beteiligen, er wurde dennoch Mitglied der Jüdischen Kampforganisation (ŻOB) und nahm am Warschauer Ghettoaufstand im April 1943 teil. Der Bundist wurde einer der jüngsten Gruppenführer im Aufstand. Im Aufstand rettete er mehreren hundert Menschen das Leben, denn er begleitete sie mit der Gruppe Adam Sznaidmils zu einem Bunker. Als die Deutschen ihn aufspürten, presste er sich in den Eingang, sodass die Deutschen nicht durchkamen. Er wurde von vielen Kugeln getroffen; währenddessen konnten die anderen Menschen im Bunker aus einem anderen Ausgang fliehen.